# أحمد إمام
مهندس أحمد مصطفى إمام شعبان (و. 12 أبريل 1944)، هو وزير الكهرباء والطاقة المصري في حكومة حازم الببلاوي في 16 يوليو 2013، وكان وزيراً في هشام قنديل منذ 5 يناير 2013، وقبلها رئيساً لشركة القاهرة لانتاج الكهرباء.

## حياته
من مواليد الإسكندرية في 12 أبريل 1944 حاصل علي بكالوريوس هندسة ميكانيكا قوي عام 1966 وكان يشغل نائب وزير الكهرباء والطاقة ورئيس مجلس إدارة شركة القاهرة لانتاج الكهرباء ورئيس قطاعات الإنتاج لشركة غرب الدلتا.